# Mary Meylak
Mary Meylak, też Mary Meilak (ur. 9 sierpnia 1905 w Victorii, zm. 1 stycznia 1975 tamże) – pierwsza znana maltańska poetka. Pisała także eseje, powieści i operetki.

## Życiorys
Mary Meilak urodziła się 9 sierpnia 1905 roku w Victorii, stolicy wyspy Gozo. Była córką Ġorġa i Mananni Meilaków. Przez siedemnaście lat pracowała w biurach rządowych. W 1942 roku została nauczycielką i pracowała w tym zawodzie przez ponad dwadzieścia lat, aż do przejścia na emeryturę.
Mary Meylak uważana jest za pierwszą poetkę maltańską. Swój pierwszy wiersz, Faxx Nemel, napisała w wieku 25 lat, w 1930 roku. W 1945 roku wydała swoją pierwszą kolekcję wierszy pod tytułem Pleġġ il-Hena, a rok później Villa Mejlaq, Dawra Misterjuża i Album. Opublikowała także zbiory esejów zatytułowane Nirraġunaw u Nitbissmu, trzy powieści: Nokkla Sewda, San Nikola tal-Vinturi i It-Tewmin tal-Birgu; dwie opery i kilka operetek.
W swojej twórczości często odwoływała się do piękna natury, stosując personifikację, aby w metaforyczny sposób ukazać świat przyrody maltańskiej. Nadawała ludzkie cechy wszystkiemu, co nie jest ludzkie, obdarzała je zmysłami i emocjami. W swoich wierszach stosowała też monorymy, zupełnie nową technikę na Malcie. Dużą wagę przywiązywała także do religii, która miała według poetki duży wpływ na każdy z poruszanych przez nią tematów. W wersach o naturze Bóg pojawia się jako stworzyciel dzieła, które trzeba szanować, podczas gdy w wersetach patriotycznych Bóg towarzyszy zwycięstwom Malty i w najtrudniejszych chwilach.
Meylak zmarła 1 stycznia 1975 roku w wieku 69 lat. W 2005 roku, w setną rocznicę jej urodzin, odbyła się msza w jej intencji w bazylice św. Jerzego w Victorii, w której uczestniczyli prezydent Malty Edward Fenech Adami i biskup Gozo Nikol Joseph Cauchi. Po nabożeństwie odsłonięto pamiątkową tablicę z wizerunkiem poetki, wykonanym przez Josepha Chetcutiego.

## Dzieła
- Pleġġ il-Hena (1945)
- Nirraġunaw u Nitbissmu 1 (1946)
- Nirraġunaw u Nitbissmu 2 (1947)
- Dawra Misterjuża (1947)
- Villa Meylak: Ġonna ta’ Kulħadd (1947)
- Album: Poeżiji (1947)
- Nokkla Sewda (1958)
- Songs You Will Like (1971)
- L-Istrumenti tal-Passjoni (2005)